# Rio de San Marcuola

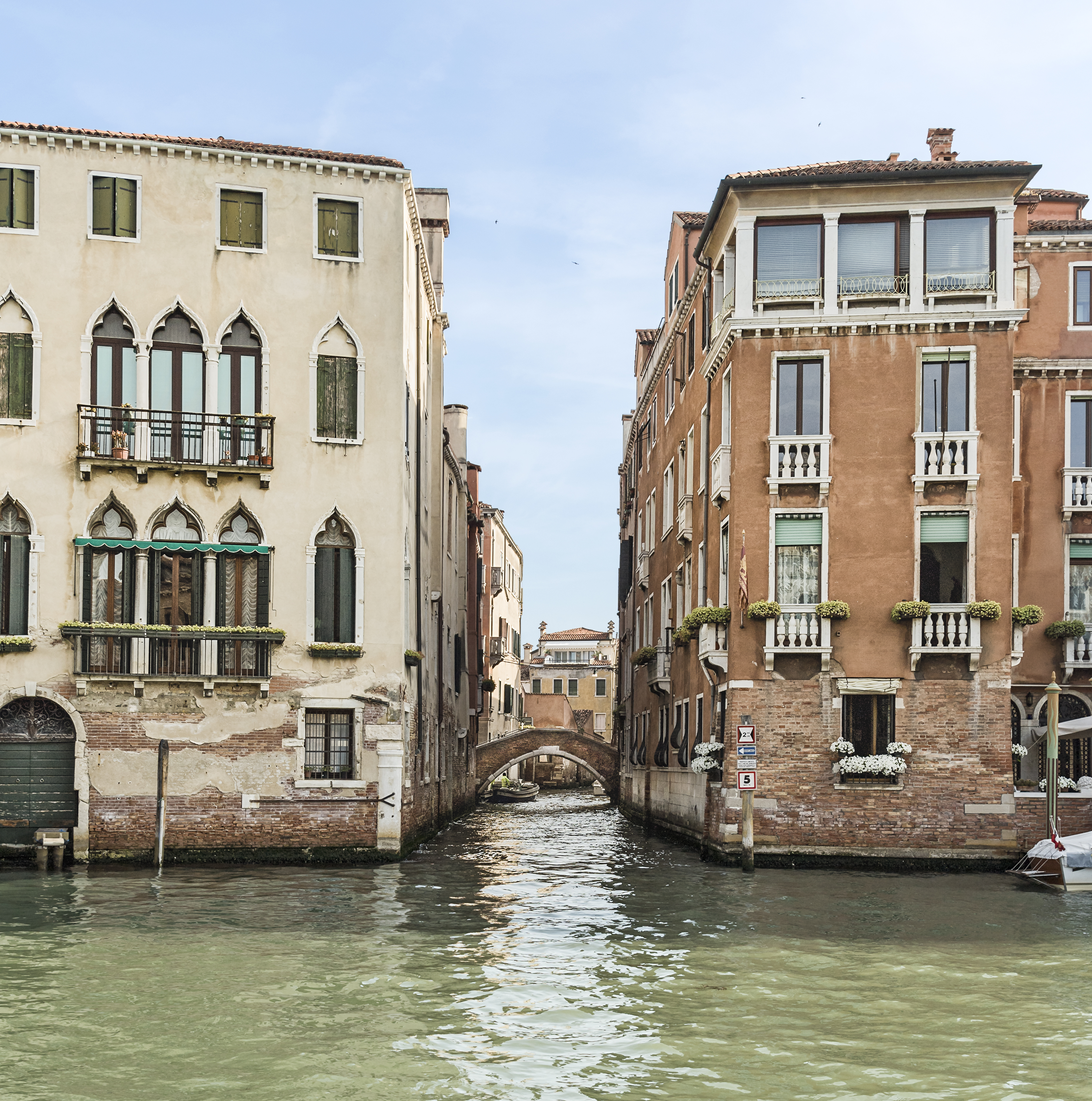
Le rio vu depuis le Grand Canal

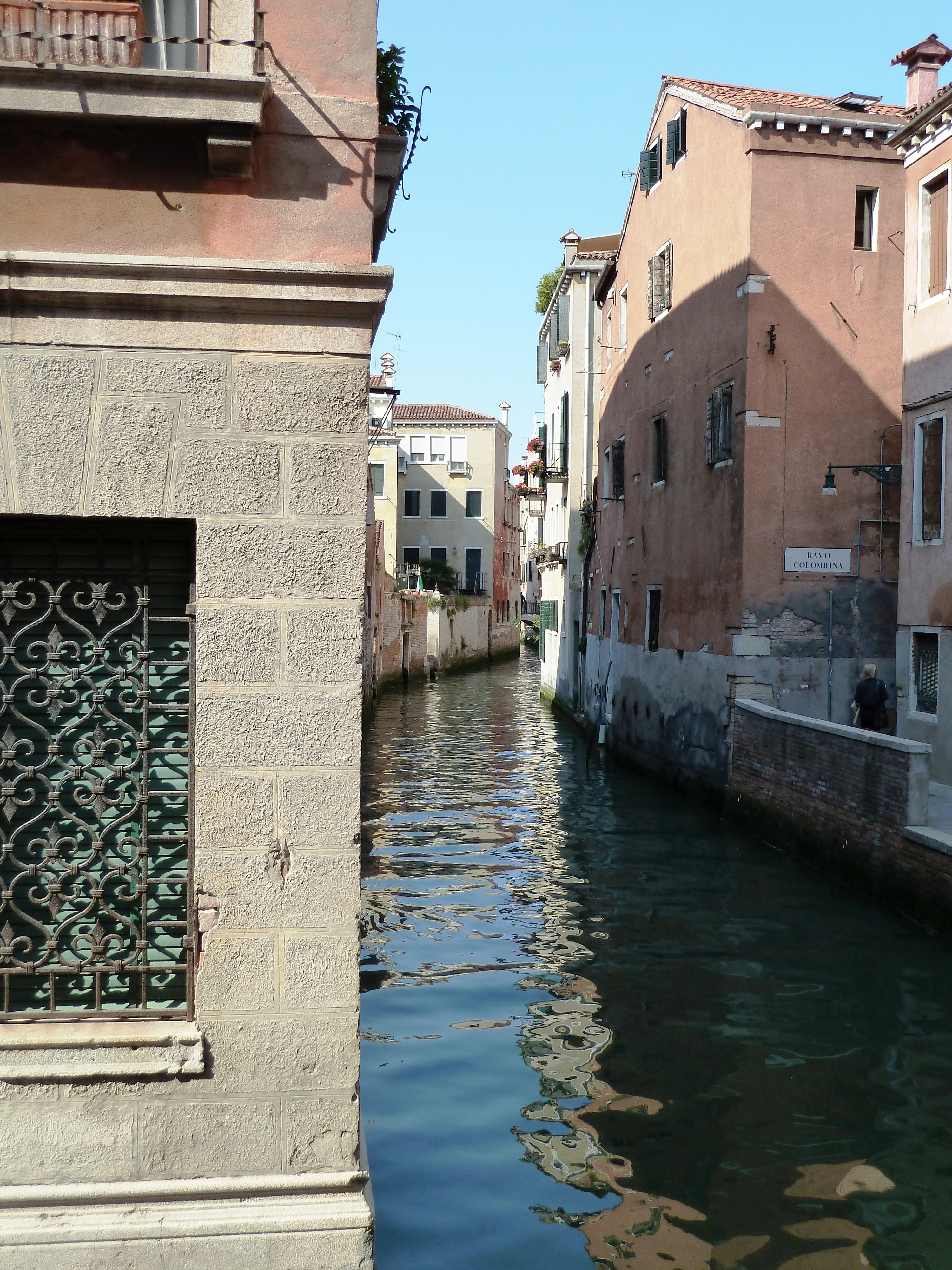
Le rio vers le nord avec (au bout) le ponte Anconeta

Le rio de San Marcuola (di San Marcuola en italien) est un canal de Venise dans le sestiere de Cannaregio.

## Description
Le rio de San Marcuola a une longueur de 184 mètres. Il prolonge le rio dei Servi en sens sud vers son embouchure dans le Grand Canal.

## Toponymie
Le nom provient de l'Église San Marcuola, proche.

### rio dei Do Ponti o del Cristo
Jadis, un canal partait du Rio de San Marcuola au Ponte Storto, passait derrière l'église San Marcuola et continuait jusqu'à la Scuola del Cristo devant laquelle il effectua un virage à angle droit, continuant son chemin en ligne droite jusqu'au Rio de la Misericordia. Il y avait deux quais : un devant l'église San Marcuola, l'autre à l' Anconetta. Le rio était traversé par un pont de pierre entre la Calle del Cristo et le champ en face de l'église San Marcuola.

Ces deux canaux ont été enfouis en 1818 donnant vie au rio terà del Cristo au nord et au rio terà drio la Chiesa au sud.

Une partie du rio dei Do Ponti subsistait toutefois, menant jusqu'au rio de San Girolamo ou dei Ormesini plus au nord. Cette partie fut appelée rio Morto car en cul-de-sac après l'enfouissement partiel. Il avait deux quais qui couraient parallèlement sur la moitié du tracé environ, un s'arrêtant à hauteur de la Calle dei Ormesini, l'autre à hauteur du NA 1846. Une petite partie du rio est enterrée lors de la construction de la Strada Nova. Au coin du Rio Morto sur le Rio dei Ormesini, se trouvait un petit squero. Le Rio Terà Farsetti a finalement recouvert ce canal, enfoui en 1915. La famille Farsetti avait déjà donné son nom à un quai disparu en 1818 sur le rio dei Do Ponti.

### L'Anconeta
Cette dénominaison, diminutif de ancona, donné au pont et voies adjacentes dérive du grec icône (image).
Il provient d'un petit oratoire agrémenté de l'image de la Sainte-Vierge, qui avait été amènagé vers 1620 par de jeunes dévots en confrérie ayant dégagé de l'église San Marcuola après un litige avec son chapître. Le 22 février 1652, la Seigneurie accordait protection à cet oratoire. En 1789, le pont fut détruit par un incendie et en 1855 lorsque la voie fut élargie, l'autel fut remplacé par une pierre souvenir.

## Situation
- Le rio de San Marcuola débouche sur le Grand Canal à gauche de la Casa Volpi et en face du Fontego dei Turchi ;
- Il est proche du campo de l'église San Marcuola, dont il longe deux édifices:
  - la Ca' San Marcuola;
  - la Casa Gatti Casazza;

## Ponts
Du nord au sud :

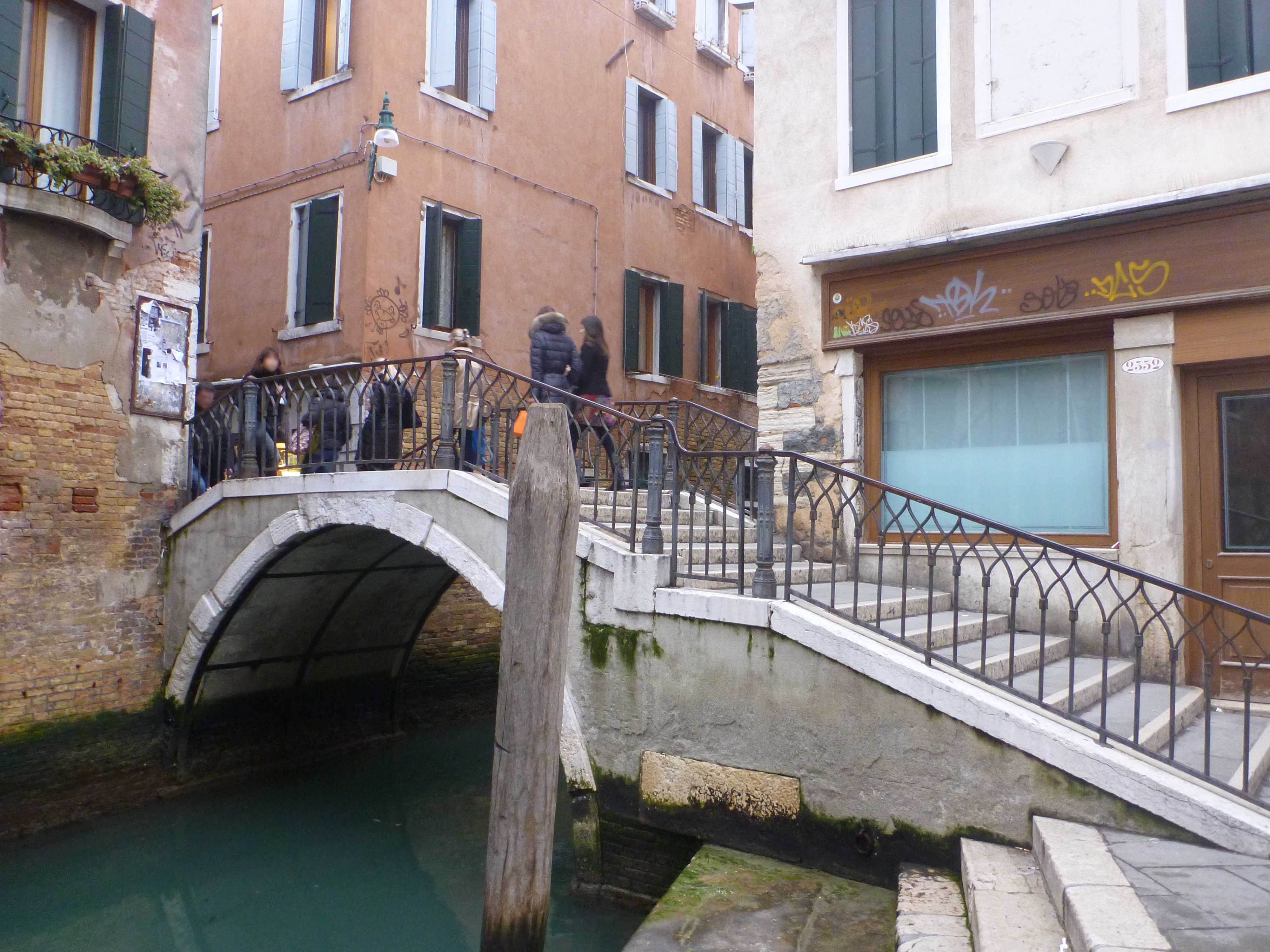
ponte de l'Anconeta, reliant calle éponyme et Rio Terà de la Maddalena
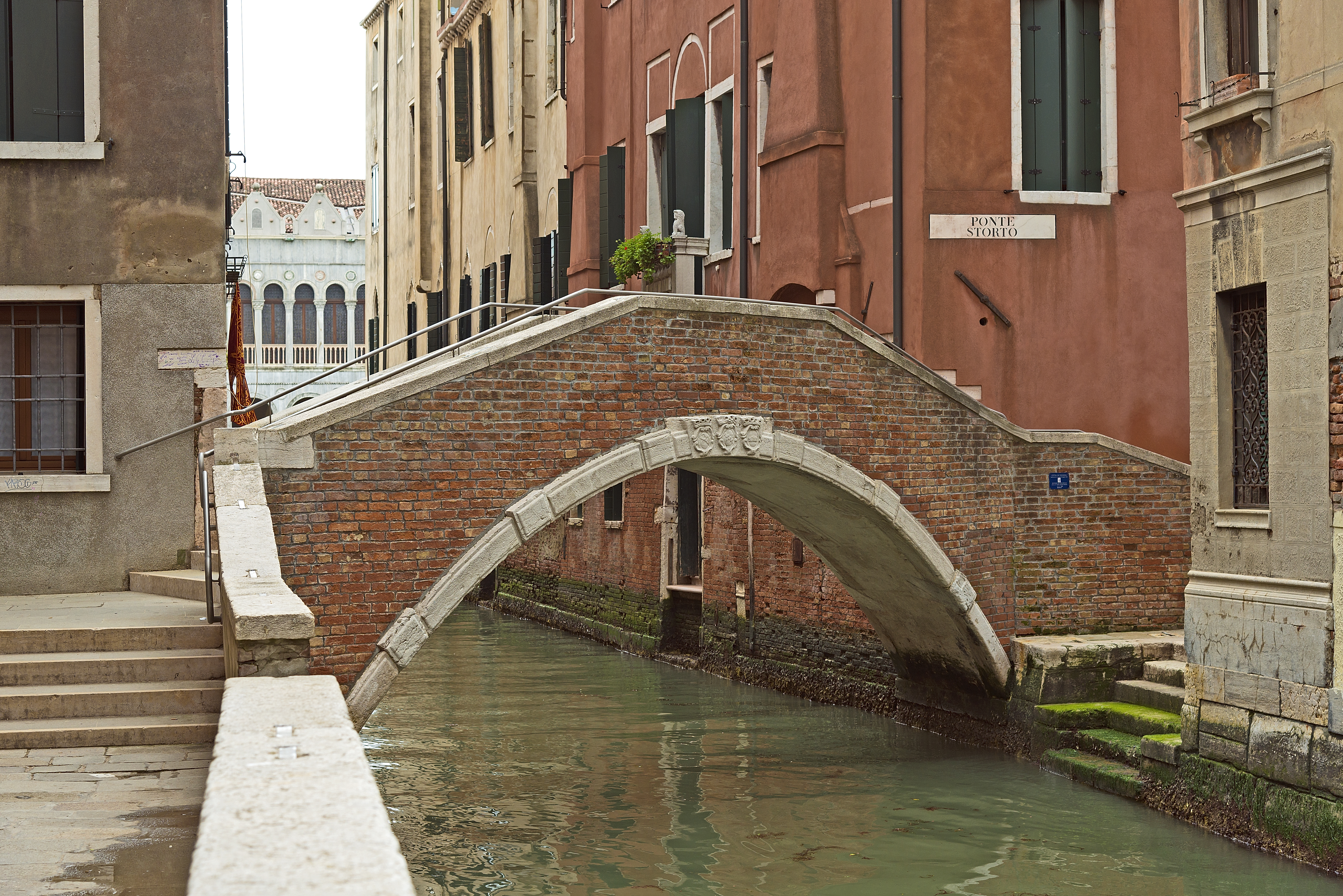
ponte Storto, reliant Fondamente éponyme et Rio terà drio la chiesa